# Hoyos del Espino
Hoyos del Espino es una localidad y municipio de España perteneciente a la provincia de Ávila, en la comunidad autónoma de Castilla y León. Forma parte del partido judicial de Piedrahíta. El término municipal tiene una población de 344 habitantes (INE 2024).

## Símbolos
El escudo heráldico y la bandera que representan al municipio fueron aprobados oficialmente el 30 de junio de 2005. El escudo se blasona de la siguiente manera:

Escudo de forma española, de oro, un pino de sinople, con sierra de plata resaltada o en brochante, acompañado en punta de dos ondas de azur; jefe de gules, con tres ruedas de oro. Al timbre, Corona Real de España.
Boletín Oficial de Castilla y León nº 141 de 21 de julio de 2005

La descripción de la bandera es la siguiente:

Bandera de dimensiones 2:3, terciada y encajada al asta. Al batiente, de amarillo (u oro), un pino verde (o sinople) resaltado de sierra de plata (o blanco); tercia al asta, de rojo (o gules), tres ruedas de amarillo (u oro) puestas en palo.
Boletín Oficial de Castilla y León nº 141 de 21 de julio de 2005

## Geografía

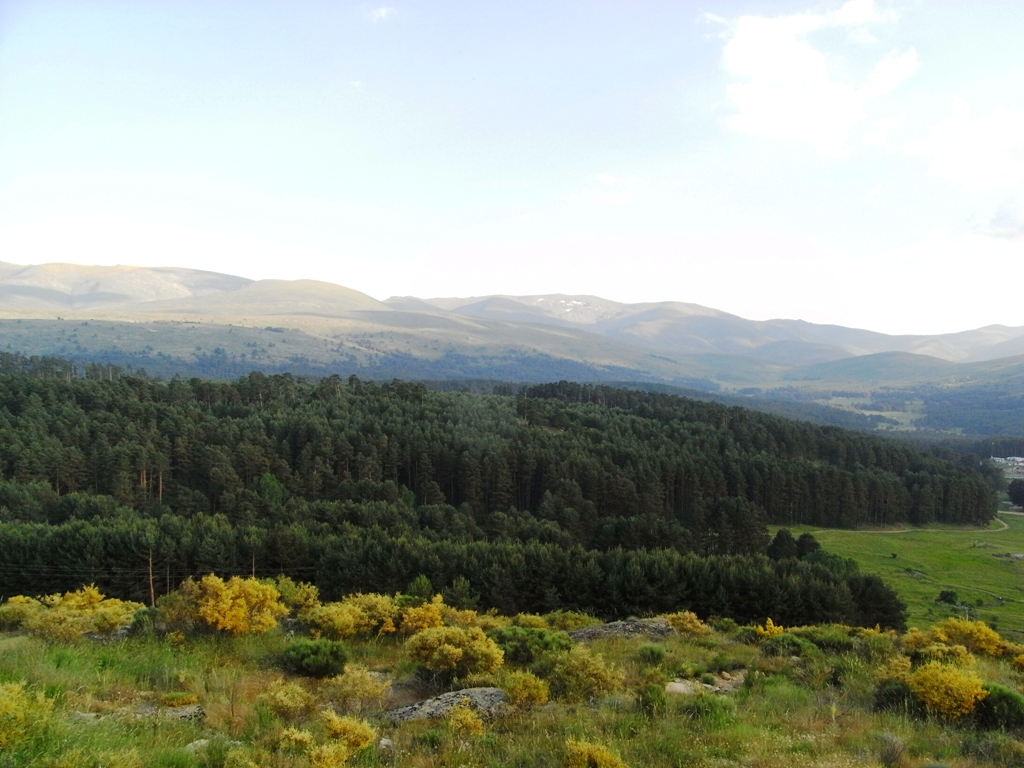
Entorno de la localidad

Se halla en la sierra de Gredos y está formado por un reducido número de edificios, cuyos alrededores son zonas verdes y montañosas, extensas praderas con un río, el Tormes, que cruza todas esas extensas masas de hierba y de pinares. Desde el municipio sale la carretera que llega hasta la Plataforma de Gredos, situada en el municipio de San Juan de Gredos y punto de partida de la ruta para acceder a la Laguna Grande, en el Circo de Gredos, al Almanzor y a otros picos y lagunas del Macizo Central de Gredos.
Limita con los municipios de Navarredonda de Gredos, Hoyos del Collado, San Juan de Gredos, San Martín de la Vega del Alberche, El Hornillo y El Arenal. La localidad se encuentra situada a una altitud de 1484 m sobre el nivel del mar.
| Noroeste: Hoyos del Collado   | Norte: San Martín de la Vega del Alberche | Noreste: San Martín de la Vega del Alberche |
| Oeste: Hoyos del Collado      |                                           | Este: Navarredonda de Gredos                |
| Suroeste: Arenas de San Pedro | Sur: Guisando                             | Sureste: El Hornillo                        |

### Comunicaciones
Carreteras
- AV-941: es la única vía de acceso al municipio, tanto desde la Venta de Rasquilla ubicada en la carretera Ávila-Talavera de la Reina (N-502), como desde El Barco de Ávila ubicado en la carretera Ávila-Plasencia (N-110). En la actualidad es una vía asfaltada de doble carril con señalización horizontal y vertical en muy buenas condiciones, pero a principios del siglo XX era habitual tardar hasta tres horas en recorrerse[5]

- Carretera de la Plataforma de Gredos (antigua AV-931): Hoyos del Espino-Plataforma de Gredos.

El 12 de octubre de 2012 la Junta de Castilla y León impuso en contra de la mayor parte de empresarios y ayuntamientos de la zona, un sistema piloto de cobro por el uso del aparcamiento. Tras tres semanas de movimientos ciudadanos en contra de dicha medida y enfrentamientos políticos se suspendió dicha medida con la advertencia de que se implantará con un marco legal aún no existente.
El 17 de julio de 2014 se impone nuevamente un sistema de acceso que funcionará todos los días en julio, agosto y primera semana de septiembre, y los fines de semana el resto del año.
Autobús
La empresa de transporte por carretera CEVESA dispone de la línea regular VAC-151 con salidas desde la Estación Sur de Autobuses de Madrid. Los recorridos son hasta Barco de Ávila y sus horarios son los siguientes:
- Salida desde Madrid a las 8:30 a diario: llegada a Hoyos del Espino a las 12:30
- Salida desde Hoyos del Espino a las 16:30 a diario: llegada a Madrid a las 20:30

Las cabeceras de la línea son Madrid y Barco de Ávila, por lo que el resto de horarios son aproximados.
Existió un servicio de transporte en la localidad utilizando un vehículo Packard Six estadounidense antes de poner en marcha esta línea de autobús.
Radio
El 8 de septiembre de 2008 comenzó a emitir en Internet la emisora Radio Gredos, que en verano de 2013 comenzó a emitir en la localidad en el 106.6 FM, con cobertura en la propia localidad y en Hoyos del Collado. Sus emisiones continuaron hasta diciembre de 2018, momento en el que fueron clausuradas.

### Clima
Hoyos del Espino tiene un clima Csb (templado con verano seco y suave e invierno frío y húmedo) según la clasificación climática de Köppen.
| Parámetros climáticos promedio de Hoyos del Espino en el periodo 1961-2003                                                                                  | Parámetros climáticos promedio de Hoyos del Espino en el periodo 1961-2003 | Parámetros climáticos promedio de Hoyos del Espino en el periodo 1961-2003 | Parámetros climáticos promedio de Hoyos del Espino en el periodo 1961-2003 | Parámetros climáticos promedio de Hoyos del Espino en el periodo 1961-2003 | Parámetros climáticos promedio de Hoyos del Espino en el periodo 1961-2003 | Parámetros climáticos promedio de Hoyos del Espino en el periodo 1961-2003 | Parámetros climáticos promedio de Hoyos del Espino en el periodo 1961-2003 | Parámetros climáticos promedio de Hoyos del Espino en el periodo 1961-2003 | Parámetros climáticos promedio de Hoyos del Espino en el periodo 1961-2003 | Parámetros climáticos promedio de Hoyos del Espino en el periodo 1961-2003 | Parámetros climáticos promedio de Hoyos del Espino en el periodo 1961-2003 | Parámetros climáticos promedio de Hoyos del Espino en el periodo 1961-2003 | Parámetros climáticos promedio de Hoyos del Espino en el periodo 1961-2003 |
| Mes | Ene.                                                                       | Feb.                                                                       | Mar.                                                                       | Abr.                                                                       | May.                                                                       | Jun.                                                                       | Jul.                                                                       | Ago.                                                                       | Sep.                                                                       | Oct.                                                                       | Nov.                                                                       | Dic.                                                                       | Anual                                                                      |
| --- | -------------------------------------------------------------------------- | -------------------------------------------------------------------------- | -------------------------------------------------------------------------- | -------------------------------------------------------------------------- | -------------------------------------------------------------------------- | -------------------------------------------------------------------------- | -------------------------------------------------------------------------- | -------------------------------------------------------------------------- | -------------------------------------------------------------------------- | -------------------------------------------------------------------------- | -------------------------------------------------------------------------- | -------------------------------------------------------------------------- | -------------------------------------------------------------------------- |
| Precipitación total (mm) | 97.3                                                                       | 74.4                                                                       | 62.8                                                                       | 72.1                                                                       | 67.1                                                                       | 46.3                                                                       | 19.6                                                                       | 19.3                                                                       | 53.2                                                                       | 93.7                                                                       | 119.5                                                                      | 105.8                                                                      | 830.9                                                                      |
| Fuente: Ministerio de Agricultura, Alimentación y Medio Ambiente. Datos de precipitación para el periodo 1961-2003 en Hoyos del Espino 4 de octubre de 2012 |                                                                            |                                                                            |                                                                            |                                                                            |                                                                            |                                                                            |                                                                            |                                                                            |                                                                            |                                                                            |                                                                            |                                                                            |                                                                            |

Albert Klemm en su libro La cultura popular de Ávila describe así Hoyos del Espino en 1932 :

Hoyos del Espino tiene 130 vecinos, aproximadamente 700 habitantes. También está emplazado en una depresión cerca del valle del Tormes y en contacto con la gran carretera que lleva al El Barco. Buenas condiciones hidrográficas, explican la existencia de jugosas praderas verdes. También hallamos aquí ganadería y el cultivo de cebada, de patatas y ya también de alubias. En el Valle del Tormes hay un gran pinar explotado por un moderno aserradero. Una pequeña usina en la orilla del Tormes proporciona a la aldea luz eléctrica. Sin embargo encontramos allí también los antiguos sistemas de iluminación: lámparas de aceite o simples teas. Esta aldea es uno de los típico ejemplos de supervivencia de lo antiguo, a pesar de la carretera con su trásnsito moderno.

## Demografía
Hoyos del Espino cuenta con una población de 344 habitantes (INE 2024).
| Gráfica de evolución demográfica de Hoyos del Espino entre 1842 y 2021                                                |
| |
| Población de derecho según los censos de población del INE. Población de hecho según los censos de población del INE. |

## Monumentos y lugares de interés
- Ermita de Nuestra Señora del Espino.

Construcción del siglo XV en estilo gótico tardío con un retablo barroco. Esta iglesia cuenta con un espino situado en la puerta principal. La leyenda local cuenta que la Virgen del Espino se apareció en el espino, como indicador del lugar en donde quería que se ubicara la basílica.
En su interior guarda una talla románica de la virgen, una de las más antiguas de la provincia de Ávila.[cita requerida]
- Crucero gótico

Cruz apuntada, de estilo gótico, situada en el desvío hacia la basílica de Nuestra Señora del Espino. Se caracteriza por la ausencia de figura antropomorfa alguna. Tiene doce esferas a cada lado de su eje mayor, número que evoca a los doce apóstoles.
- Reloj de la Escuela

Construido en los años 20 del siglo XX.
- Cabra montés

Monumento a la cabra hispánica. Escultura de bronce sobre una roca, en el desvío hacia la plataforma de Gredos, acceso natural al Pico Almanzor y a la sierra de Gredos.

## Cultura

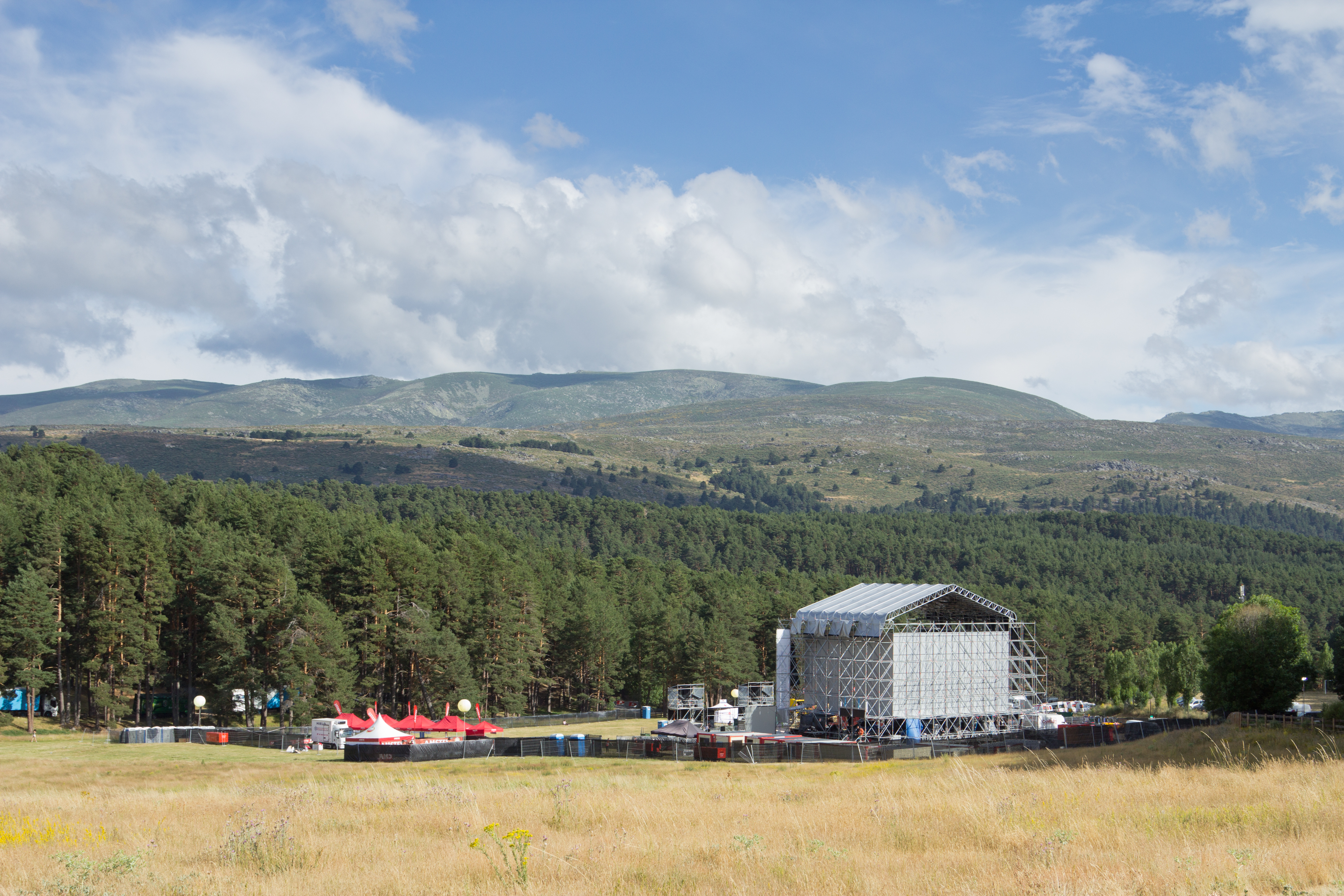
Recinto del concierto de Deep Purple, Loquillo y Bebe en el Festival Músicos en la Naturaleza celebrado en la localidad el 27 de julio de 2013.

A las afueras del pueblo, pasa el río Tormes, un afluente del río Duero, y un puente cruza sobre él en un paraje conocido como «El Puente del Duque». La carretera que lo cruza es la llamada Carretera de la Plataforma de Gredos.
Hoyos del Espino es un pueblo muy turístico, con varios hoteles, hostales y más de 50 casas rurales, también tiene un santuario mariano y varias zonas de baño y para esquiar.
El programa de Cuatro «Hijos de papá» se desarrolló en este pueblo.
Desde 2006 se celebra en Hoyos del Espino el festival de música "Músicos en la naturaleza", en el que han participado desde su primera edición artistas de prestigio nacional e internacional, como Miguel Ríos, Joaquín Sabina, Mark Knopfler, Deep Purple, Sting, Bob Dylan o Rod Stewart entre otros.
Desde 2011 se celebra en Hoyos del Espino la Media Maratón por la Naturaleza, organizada por el Excmo. Ayuntamiento de Hoyos del Espino y la Asociación Silueta de Gredos. Se trata de una de las pruebas atléticas más relevantes de la Provincia de Ávila. Esta prueba se repite cada mes de junio atrayendo a la localidad cientos de participantes desde todos los puntos de la península ibérica.